# Vincent Nichols

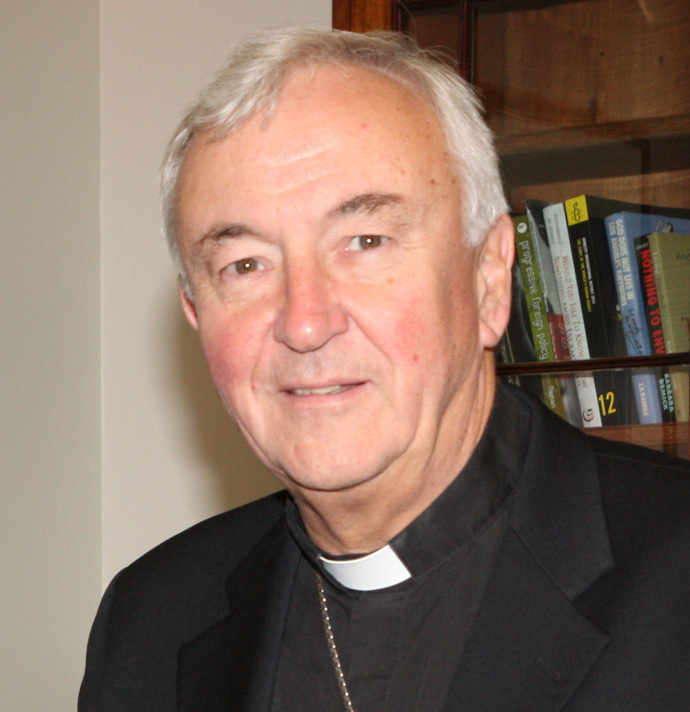
Erzbischof Vincent Nichols (2012)

Wappen von Vincent Kardinal Nichols

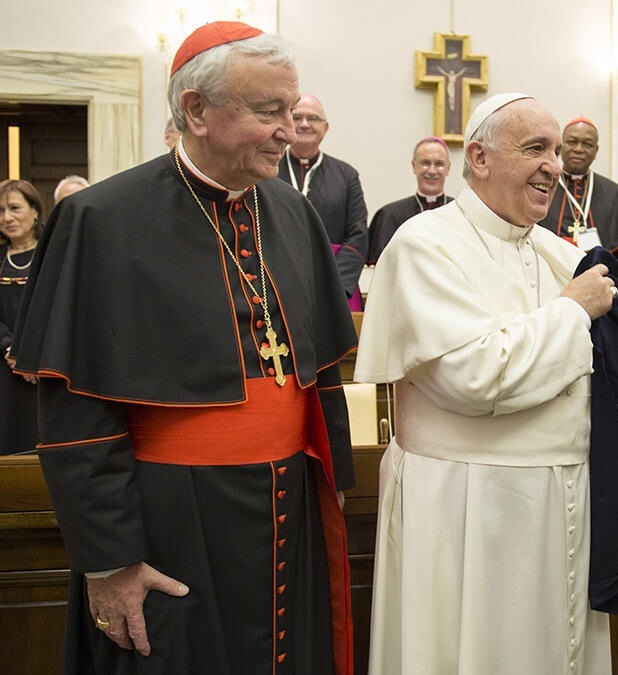
Kardinal Nichols (links) mit Papst Franziskus (2014)

Vincent Gerard Kardinal Nichols (* 8. November 1945 in Crosby, Lancashire (heute Merseyside), Vereinigtes Königreich) ist Erzbischof von Westminster und Vorsitzender der katholischen Bischofskonferenz von England und Wales.

## Leben
Vincent Nichols wurde 1963 zum Studium nach Rom an das Englische Kolleg entsandt. Er erwarb an der Päpstlichen Universität Gregoriana ein Lizenziat im Fach Katholische Theologie. Nach seiner Rückkehr nach England erwarb Nichols an der University of Manchester den Master of Arts mit einer Arbeit über die Theologie John Fishers.

### Priester im Erzbistum Liverpool
Am 21. November 1969 empfing Vincent Nichols das Sakrament der Priesterweihe für das Erzbistum Liverpool. Nichols war als Priester in der St. Anne’s Parish im Liverpooler Stadtteil Toxteth tätig. Vincent Nichols wurde 1979 Vizekanzler im Ordinariat des Erzbistums Liverpool. 1980 wurde er Direktor des Upholland Northern Institute für Erwachsenenbildung. Nichols wurde 1983 zum Generalsekretär der Bischofskonferenz von England und Wales gewählt.

### Weihbischof in Westminster
Am 5. November 1991 ernannte ihn Papst Johannes Paul II. zum Titularbischof von Othona und zum Weihbischof in Westminster. Die Bischofsweihe spendete ihm am 24. Januar 1992 der Erzbischof von Westminster, Basil Kardinal Hume OSB, in der Westminster Cathedral; Mitkonsekratoren waren der Erzbischof von Liverpool, Derek Worlock, und der Bischof von East Anglia, Alan Charles Clark. Sein Wahlspruch ist “Fortis ut mors dilectio” (deutsch: „Stark wie der Tod ist die Liebe“), der dem Hohen Lied (Hld 8,6 ) entstammt.
Als Weihbischof war Vincent Nichols zuständig für den Norden Londons. 1998 wurde Nichols zum Vorsitzenden des Department for Catholic Education and Formation der Bischofskonferenz von England und Wales sowie zum Vorsitzenden des Catholic Education Service gewählt. Im November 1998 war er als Vertreter der europäischen Bischöfe Teilnehmer der Bischofssynode für Ozeanien.
Während der Sedisvakanz nach dem Tod Basil Kardinal Humes am 17. Juni 1999 war Vincent Nichols Diözesanadministrator des Erzbistums Westminster. Als solcher leitete er die Exequien für den Verstorbenen. Im September 1999 nahm Vincent Nichols an der Bischofssynode für Europa teil.

### Erzbischof von Birmingham
Am 15. Februar 2000 ernannte ihn Papst Johannes Paul II. zum Erzbischof von Birmingham. Die Amtseinführung fand am 29. März 2000 in der Saint Chad’s Cathedral in Birmingham statt.

### Erzbischof von Westminster / Primas
Am 3. April 2009 ernannte ihn Papst Benedikt XVI. zum Erzbischof von Westminster und damit zum römisch-katholischen Primas von England und Wales. Die Amtseinführung fand am 21. Mai 2009 in der Westminster Cathedral statt. Am 30. April 2009 wurde er zudem zum Präsidenten der Bischofskonferenz von England und Wales gewählt. Am 8. November 2020, mit Beendigung seines 75. Lebensjahres, hat Nichols Papst Franziskus gemäß 401  CIC seinen Rücktritt angeboten. Als erster katholischer Bischof seit der Reformation übernahm er am 6. Mai 2023 eine formale Rolle bei einer englischen Königskrönung mit der Segnung von König Charles III.
Nichols galt vor seiner Ernennung zum Erzbischof von Westminster als liberaler Bischof, der im Laufe der Zeit jedoch konservativere Positionen übernommen habe. Im April 2025 rief Kardinal Nichols die britischen Katholiken in einem Hirtenbrief auf, sich gegen ein geplantes Gesetz zur Legalisierung der Sterbehilfe zu wenden.

### Kardinal
Im Konsistorium vom 22. Februar 2014 nahm ihn Papst Franziskus als Kardinalpriester mit der Titelkirche Santissimo Redentore e Sant’Alfonso in Via Merulana in das Kardinalskollegium auf. Nach dem Tod von Papst Franziskus nahm Kardinal Nichols als einer der ältesten wahlberechtigten Kardinäle am Konklave 2025 teil.

## Sonstige Ämter
Am 8. Oktober 2016 wurde er zum Vizepräsidenten des Rates der europäischen Bischofskonferenzen gewählt. Bis dahin war er Verantwortlicher des Rates für den Bereich Katechese, Schule und Universität.

## Mitgliedschaften
Kardinal Nichols ist Mitglied folgender Dikasterien der Römischen Kurie:
- Kongregation für die orientalischen Kirchen (seit 2014[9], bestätigt 2014[10])
- Kongregation für den Klerus (seit 2014)[10]
- Kongregation für die Bischöfe (seit 2013[11], bestätigt 2014[10])

## Schriften
- The Road to Life: Readings for Lent and Easter from the Divine Office, London, 1994
- Promise of Future Glory: Reflections on the Mass, Stoke-on-Trent, 2005
- Missioners: Priest and People Today, Stoke-on-Trent, 2007